# Márcio de Oliveira
Márcio de Oliveira, född 27 november 1912, död 22 mars 1978, var en friidrottare från Brasilien. Han deltog vid olympiska sommarspelen 1936.